# Crewe (stacja kolejowa)
Crewe – stacja kolejowa w Crewe, w Anglii. Posiada 6 peronów i obsługuje ok. 2 717 032 pasażerów rocznie (dane za rok 2021/2022).